# Гомс (Вале)
Гомс (нім. Goms VS) — громада  в Швейцарії в кантоні Вале, округ Гомс.

## Географія
Громада розташована на відстані близько 80 км на південний схід від Берна, 75 км на північний схід від Сьйона.
Гомс має площу 128,9 км², з яких на 1,4% дозволяється будівництво (житлове та будівництво доріг), 26% використовуються в сільськогосподарських цілях, 22,8% зайнято лісами, 49,8% не є продуктивними (річки, льодовики або гори).

## Демографія
2019 року в громаді мешкало 1184 особи (-10,6% порівняно з 2010 роком), іноземців було 10,7%. Густота населення становила 9 осіб/км².
За віковим діапазоном населення розподілялося таким чином: 13,9% — особи молодші 20 років, 57,2% — особи у віці 20—64 років, 29% — особи у віці 65 років та старші. Було 567 помешкань (у середньому 2,1 особи в помешканні).
Із загальної кількості 601 працюючого 111 був зайнятий в первинному секторі, 125 — в обробній промисловості, 365 — в галузі послуг.